# Boca Chica (SpaceX)
A Boca Chica Űrközpont, vagy más néven Starbase, a SpaceX űrhajózási magántársaság fejlesztési és kísérleti telepe, melyet Texas állam déli, Mexikóval határos részén, a Cameron megyei Brownsville város közelében található Boca Chica település mellett alakítottak ki. Elsődlegesen a tervezett Mars-űrhajó fejlesztésére és gyártására (majdani indítására is) építették.
Itt mutatta be a cég tulajdonosa és fejlesztési főmérnöke, Elon Musk 2019. szeptember 29-én a Starship űrhajó életnagyságú modellje előtt a tervezett Mars-utazáshoz kifejlesztendő űrhajót. A Starship fejlesztése a Boca Chica-i telephelyen és a floridai Kennedy Űrközpont melletti Cocoa Beach telephelyen párhuzamosan kezdődött el.
A telephely létesítése nulláról indult, fejlesztése és bővítése a Starship űrhajó fejlesztésével párhuzamosan halad.

## A telephely részei
A telephely három, területileg kissé elkülönülő egységből áll:
- Repülésirányító, kommunikációs, pihenő- és lakóövezet (falu)
- Gyártási és szerelési telephely
- Nyomás- és hajtóműteszt és repüléskísérleti telephely

Az utóbbi két terület között kb. 3 km távolság van.

### Gyártási és szerelési telep

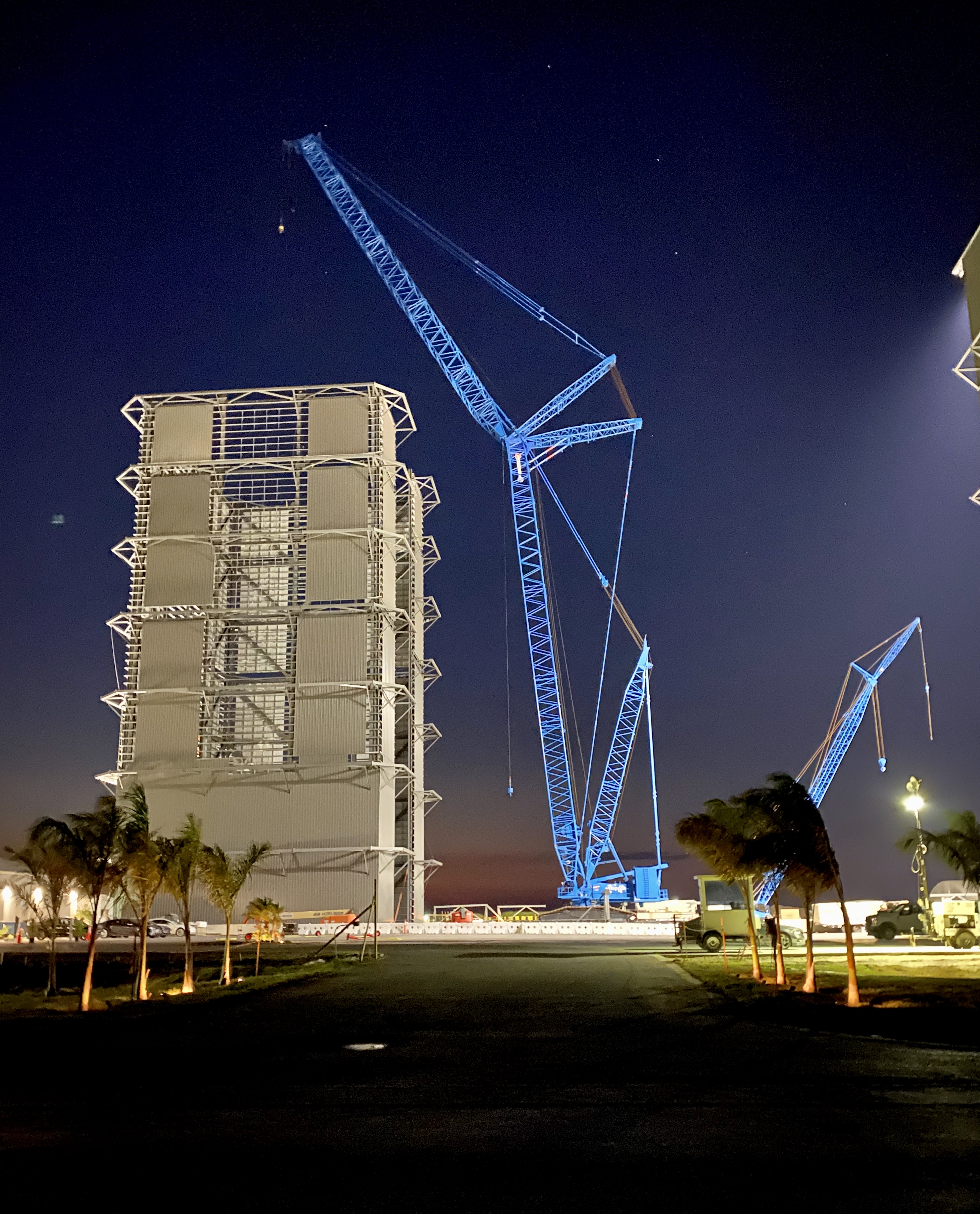
Boca Chica SpaceX

A gyártótelepen történik az űrhajó rozsdamentes acéllemezekből készülő szegmenseinek (gyűrűinek) gyártása, a nyomástartó tartályok, ill. a szerkezet hegesztése, a nagyobb egységek (tartályok, orrkúpok, stb.) előszerelése, majd az önállóan is röpképes alsó részre a tömegszimulátor, valamint a szárnyak fel- és leszerelése. A nyomáspróbákhoz (kriogén tesztekhez) és repülési tesztekhez az elkészült részegységeket, tartályokat, ill. a részben vagy teljesen összeszerelt prototípust speciális, önjáró trélereken (Sarens, Fagioli) szállítják a repüléskísérleti telepre és vissza.
A telepen a következő építmények és területek lettek kialakítva:
- Gyűrűgyártó épület
- Szegmensgyártó sátor 1. és 2.
- Orrkúpgyártó sátor
- Alacsony hangár[m 1] (Low bay)
- Középmagas hangár (Mid bay)
- Magas hangár (High bay)[3]
- Roncstelep

### Nyomás-, hajtóműteszt, és repüléskísérleti telephely és űrbázis

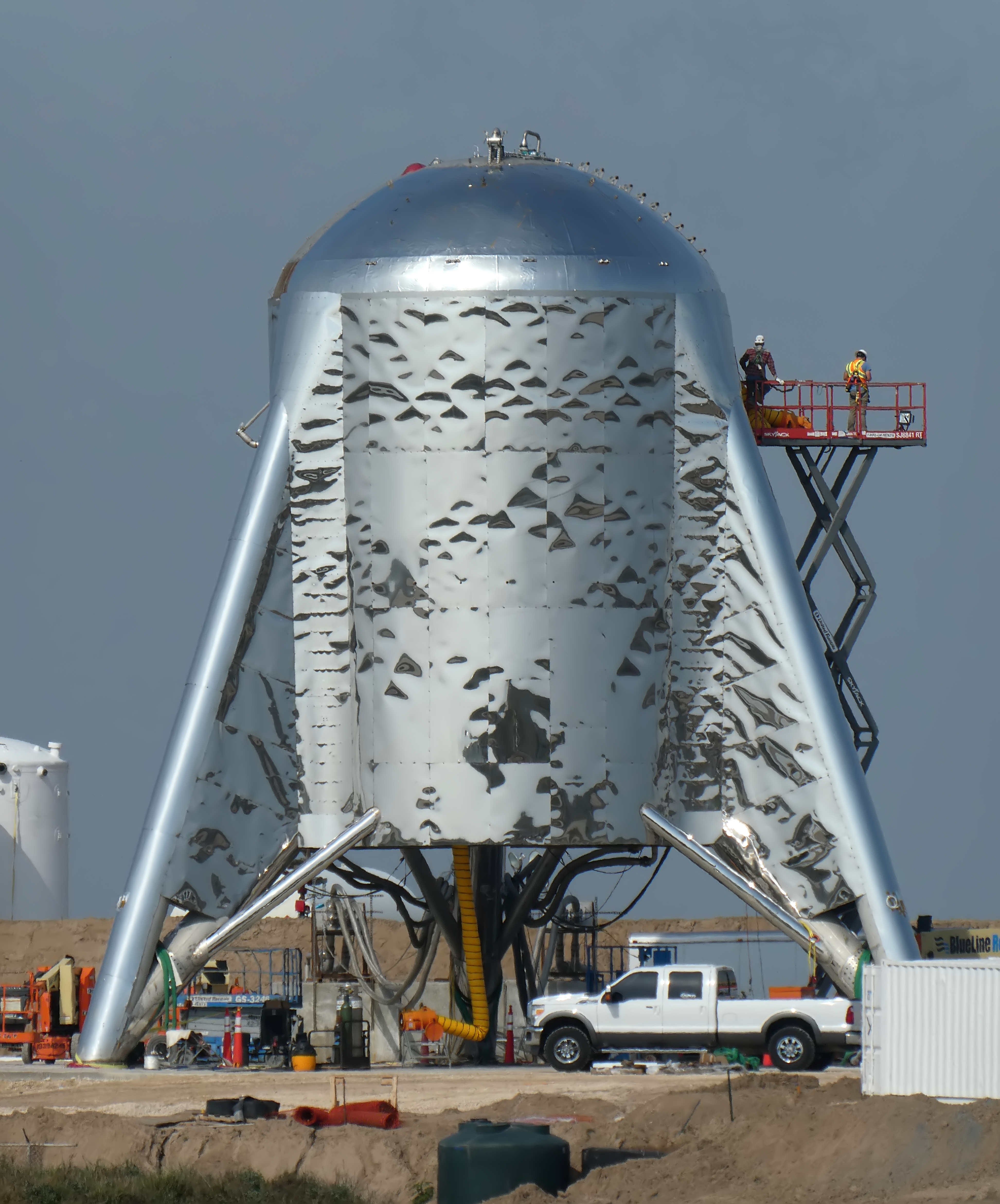
SpaceX Starhopper

A kísérleti telepen történik a nyomástartó tartályok és szerkezetek nyomáspróbája (kriogenikus tesztek), a Raptor rakétahajtóművek beszerelése, a statikus gyújtási- és hajtóműpróbák, az SN sorozatjelű, röpképes fél-űrhajó egységek indítóállásra helyezése,  valamint az első, 150 m-es repülési tesztek elvégzése. Itt történt az első, orrkúppal összeszerelt Starship prototípus, az SN8 12,5 km magasságú próbarepülése 2020. december 9-én. Folyamatban van 2020 végén az orbitális pályára állításhoz, ill. a Super Heavy első fokozat teszteléséhez szükséges kilövőállás építése.
A telephelyen az alábbi fő egységek vannak:
- Starhopper prototípus rakéta szerkezete
- Tartálypark (és kiszolgáló vezetékrendszer)
- "A" szuborbitális indítóállvány (SN8 első teljes tesztindítás)
- "B" szuborbitális indítóállvány
- Orbitális kilövőállvány
- Szerviztorony (összeszerelő- és elkapó szerkezet), "Mechazilla"

### Repülésirányító, kommunikációs, pihenő- és lakóövezet
- Repülésirányító, -követő és kommunikációs bázis
- Lakóautó park
- Napelempark
- SpaceX étterem (Starship vezérsíkokkal)

## Gyártásfejlesztés
Az egész fejlesztési és kísérleti bázis a Starship űrhajó fejlesztése mellett az űrhajó-elemek (sorozat-)gyártási folyamatának fejlesztésére is szolgál. Így a repülési tesztelés alatt álló prototípusok mellett további teljes és félkész egységek vannak gyártás és szerelés alatt, miközben a gyártási műveletek automatizálásának fejlesztése is folyik, hiszen Elon Musk tervei szerint több tucat, akár száz darabos szériák gyártására készülnek.
A telep alépítményeinek, tereprendezésének, térburkolatainak és épületeinek építése és szerelése a gyártás fejlesztésével párhuzamosan folyt és folyik.

### Starbase City, a jövőbeli fejlesztések városa
2021. március 2-án Elon Musk a Twitteren írt rövid üzenetben jelentette be a szándékát a Starbase City, azaz "Csillagbázis" nevű város felépítésére Texas államban, amelyre 20 milliárd dollárt szándékozik fordítani. A leendő város a Boca Chica-i űrhajógyártó és indítótelep munkavállalóinak letelepedését segítené, de a majdani Mars-kolónia létesítésének, építményeinek kísérleti telepéül is szolgálna, biztosítva egyben a Mars-űrhajók jövőbeli indításának feltételrendszerét is.